# 叛逆者
《叛逆者》（英語：The Rebel）是中国大陆谍战剧，由朱一龙、童瑤、王志文等主演。李晓明、秦雯擔任编劇，周游擔任導演。電視劇改編自作家畀愚以抗日戰爭為背景創作的中篇小說集《叛逆者》。《叛逆者》于2020年4月在上海开机。2021年6月7日，该剧在央视八套和爱奇艺首播。
2022年3月17日在香港电台旗下電視頻道港台电视31的《国剧夜场》时段播出。

## 故事简介
1936年，年轻的复兴社干部训练班学员林楠笙，被复兴社特务处上海区区长陈默群带往上海。陈默群从叛徒那里掌握了一个上海地下党的联络地点，分析出沪江大学的学生朱怡贞就是中共上海市委的联络员。陈默群要林楠笙接近朱怡贞，通过她进而打入地下党内部。在执行活动的过程中，正直单纯的林楠笙不断被顾慎言、纪中原、朱怡贞等共产党人为国为民的使命感和大无畏的牺牲精神吸引，对国民党内部的乱象和社会现实有了更深思考。林楠笙在对日伪的斗争中勇敢果毅，屡立战功，在关乎民族大义面前，多次和共产党人站到一起。经过近十年的认识和选择，抗日战争胜利前夕，林楠笙成长为一名真正的共产党员，并在接下来的解放战争中，利用他在军统的特殊身份，在一些关键时刻，对地下党提供了极大的帮助，为新中国的成立做出了重要贡献。

## 演员表

### 主要演員
| 演員   | 角色   | 介紹 |
| 朱一龙 | 林楠笙 | 复兴社干部训练班学员，被陈默群带往上海，参加抓捕潜伏在蓝衣社的地下党活动。正直单纯的他被顾慎言、朱怡贞等共产党人为国为民的使命感和大无畏的牺牲精神吸引。在对日伪的斗争中勇敢果毅，屡立战功。在民族大义面前，多次和共产党人站到一起。经过十年的认识和选择，抗战胜利以后，他成长为一名真正的共产党员。 |
| 童瑤   | 朱怡贞 | 申江大学的学生, 大资本家朱孝先的爱女，拥有革命思想的进步青年，也是一名中共地下党员。为了实现理想，她抛弃了富家千金的优渥生活，辗转于上海、香港、新四军浙南根据地等多地，投身于地下革命。在此过程中，她曾多次与身在军统的林楠笙相遇，因为不了解对方身份的变化而挣扎在理智和情感的边缘。               |
| 王志文 | 顾慎言 | 国民党复兴社特务处上海区档案室主任，站长陈默群在黄埔军校时的同期同学，实为中共地下党员，中共江苏省委派在特务处的卧底，代号“邮差”。与陈默群斗智斗勇，锄奸扶弱，最终感化男主角林楠笙，将林拉入共产党一方。                                                                                             |
| 王阳   | 陈默群 | 国民党复兴社特务处上海区的站长，将林楠笙带进情报部门的伯乐。陈默群生性多疑，薄情寡恩，除了自己，他谁都不信，只要能达成目标，他可以利用任何人。 |

## 制作
2020年4月16日，《叛逆者》在上海市开机拍摄，朱一龙、童瑶参加开机仪式，同年8月28日杀青。

## 电视剧歌曲
| 曲序 | 曲目                                |              | 作曲                   | 歌手   |
| ---- | ----------------------------------- | ------------ | ---------------------- | ------ |
| 1.   | 《叛逆者》（主题曲）                | 张镒麟、黄然 | 张镒麟                 | 朱一龙 |
| 2.   | 《四季·六月船歌》（插曲（钢琴曲）） |              | 彼得·伊里奇·柴可夫斯基 |        |
| 3.   | 《背后的影子》（插曲）              | 张镒麟、黄然 | 张镒麟                 | 阿云嘎 |
| 4.   | 《坦诚》（插曲）                    | 张镒麟、黄然 | 张镒麟                 | 刘惜君 |

## 收视率
全剧每集平均收视率 1.572%, 最高日收视率 2.224% （数据来源：中国视听大数据）

## 获奖记录
| 时间           | 奖项方                                                                                | 奖项                                   | 获奖人/作品        | 结果 |
| -------------- | ------------------------------------------------------------------------------------- | -------------------------------------- | ------------------ | ---- |
| 2021年10月20日 | 第四届初心榜                                                                          | 年度影响力电视剧                       | 《叛逆者》         | 獲獎 |
| 2021年12月2日  | 第32届华鼎奖                                                                          | 中国近现代题材电视剧最佳男演员         | 张子贤             | 提名 |
| 2021年12月2日  | 第32届华鼎奖                                                                          | 全国观众最喜爱十佳演员                 | 朱一龙             | 提名 |
| 2021年12月     | 2021年名人堂年度人文榜·剧集榜                                                         | “2021名人堂年度人文榜·剧集榜”前十      | 《叛逆者》         | 獲獎 |
| 2021年12月24日 | 德塔文景气牛奖                                                                        | 2021年度年代剧最高景气奖               | 《叛逆者》         | 獲獎 |
| 2022年1月17日  | 影视榜样·2021年度总评榜                                                               | 年度创新剧集                           | 《叛逆者》         | 獲獎 |
| 2022年1月      | 2021年中国电视剧年度十大影响力榜单 暨《中国影视蓝皮书》之2021年度中国十大影响力影视剧 | 2021年度十大影响力电视剧               | 《叛逆者》         | 獲獎 |
| 2022年1月18日  | “酷云互动”未来之路文娱责任影响力年度盛典                                              | 年度剧集、时代征程奖剧集               | 《叛逆者》         | 獲獎 |
|                | 2021新京报年度剧集榜                                                                  | 年度突破剧集                           | 《叛逆者》         | 獲獎 |
|                | 2021中国正能量                                                                        | “五个一百”网络精品                     | 《叛逆者》         | 獲獎 |
|                | 第七届中国网络视频学院奖                                                              | 最佳网络剧                             | 《叛逆者》         | 獲獎 |
| 2022年1月20日  | 2021腾讯娱乐白皮书                                                                    | 观众最喜爱的电视剧色                   | 林楠笙（朱一龙饰） | TOP3 |
| 2022年2月24日  | 2021中国电视剧发展报告（来自清华大学影视传播研究中心、新传智库）                      | 2021青年观众喜爱的十大国产剧           | 《叛逆者》         | 獲獎 |
| 2022年2月24日  | 2021中国电视剧发展报告（来自清华大学影视传播研究中心、新传智库）                      | 2021年青年观众印象最深的十名电视剧角色 | 林楠笙（朱一龙饰） | 獲獎 |
| 2022年8月      | 2022微博视界大会                                                                      | 微光荣耀                               | 《叛逆者》         | 提名 |
| 2022年9月9日   | 第32届浙江电视“牡丹奖”                                                                | 优秀男演员                             | 《叛逆者》         | 獲獎 |
| 2022年9月9日   | 第32届浙江电视“牡丹奖”                                                                | 最佳电视剧奖                           | 《叛逆者》         | 獲獎 |
| 2022年11月     | 第33届中国电视剧飞天奖                                                                | 优秀女演员奖                           | 童瑶               | 提名 |
| 2022年11月     | 第33届中国电视剧飞天奖                                                                | 优秀电视剧奖                           | 《叛逆者》         | 獲獎 |
| 2022年11月     | 第31届中国电视金鹰奖                                                                  | 优秀电视剧                             | 《叛逆者》         | 提名 |
| 2022年11月     | 第31届中国电视金鹰奖                                                                  | 最佳男配角                             | 王阳               | 提名 |

## 外部連結
- 叛逆者的新浪微博
- 豆瓣电影上《叛逆者》的資料 （简体中文）
- 互联网电影数据库（IMDb）上《叛逆者》的资料（英文）

## 电视节目的变迁
| 香港 港台电视31 國劇夜場 星期一至五 22:00 - 23:00          | 香港 港台电视31 國劇夜場 星期一至五 22:00 - 23:00 | 香港 港台电视31 國劇夜場 星期一至五 22:00 - 23:00 |
| ---------------------------------------------------------- | ------------------------------------------------- | ------------------------------------------------- |
|                                                            | 叛逆者 （2022年3月17日 - 2022年5月18日）          |                                                   |
| 無證之罪（23:00 - 00:00） （2022年3月1日 - 2022年3月16日） | 摩天大樓 （2022年5月19日 - 2022年6月9日）         |                                                   |